# الصين في الألعاب الأولمبية الصيفية 2016
نافست الصين في دورة الألعاب الأولمبية الصيفية 2016 في ريو دي جانيرو، البرازيل، من 05-21 أغسطس 2016. وكان هذا المظهر العاشر للبلاد في دورة الألعاب الاولمبية الصيفية منذ بدايته في عام 1952.

## الفائزين بالميداليات
| الميدالية                        | الرياضة | الفئة | الرياضي | الإنجاز | التاريخ |
| -------------------------------- | ------- | ----- | ------- | ------- | ------- |
| ميدالية ذهبية، الألعاب الأولمبية |         |       |         |         |         |
| ميدالية فضية، الألعاب الأولمبية  |         |       |         |         |         |
|                                  |         |       |         |         |         |